# 김동률 (축구 선수)
김동률(1999년 7월 25일 ~ )은 대한민국의 축구 선수이다. 포지션은 센터포워드, 왼쪽 윙어, 오른쪽 윙어이다.